# Reclaim the Streets
Reclaim the Streets (ou RTS; o termo significa reconquistar as ruas) é um movimento anárquico de cunho ecológico que se posiciona, de maneira geral, contra os efeitos negativos da globalização sobre a vida urbana em sociedade. A organização coloca-se contra o uso do automóvel enquanto modo predominante de transporte e locomoção na cidade atual. As ações conjuntas do movimento são representadas por ocupações coletivas dos espaços públicos, em especial as ruas.

## Histórico
O RTS nasceu na década de 1990, fruto de protestos anti-rodovias em Londres. Por conta da luta por Twyford Down, um pequeno grupo de indivíduos se uniu para agir diretamente contra o automóvel. Em suas palavras, eles estavam lutando "A FAVOR do caminhar, do pedalar e do transporte público barato ou gratuito, e CONTRA carros, rodovias e todo o sistema que os nutre."
A ideia de "reconquista das ruas" logo se espalhou por todo o Reino Unido. As primeiras ações se colocam a favor de um debate além das lutas anti-rodovias ou contrário somente ao automóvel, buscando enfatizar o alto custo social, assim como ecológico, do sistema rodoviarista. Com o passar dos anos, no entanto, membros do grupo mudaram o foco dos protestos, percebendo que era melhor "cortar o problema pela raiz", como diziam - leia-se, o sistema capitalista. Apesar disso, as ações sempre seguiram o princípio da ação direta não-violenta.

## Automóveis e capitalismo
De acordo com o grupo, os carros dominam, poluem e congestionam as cidades; e ainda divide as comunidades, pois isola as pessoas e tornam as ruas meras condutoras do veículo motorizado. O RTS acredita que em uma sociedade sem automóvel permitiria-se recriar um ambiente mais seguro e mais atrativo, de forma a devolver as ruas às pessoas que nelas vivem e, talvez, redescobrir o senso de solidariedade social.
O automóvel é, porém, apenas uma peça do quebra-cabeça e o RTS questiona também outros assuntos acerca do tema dos transportes, tais como as forças políticas e econômicas que guiam a cultura do automóvel. Os governos afirmam que "as estradas são boas para a economia". Mais mercadorias fazendo longas viagens, mais petróleo sendo queimado, mais consumidores em hipermercados fora do perímetro das cidades: tudo isso para aumentar o consumo, visto que este é um dos maiores indicadores do crescimento da economia. Daí, o ataque do RTS aos automóveis não pode ser separado de uma compreensão maior: o ataque ao próprio capitalismo.
Mais importante que tudo isso, o RTS existe também para encorajar mais e mais pessoas a tomarem partido na ação direta. Apesar de todos estarem cientes da destruição causada por rodovias, estradas, ruas e pelos próprios automóveis, políticos e governantes não tomam decisão alguma a esse respeito. Preocupam-se, apenas, em permanecer no poder e manter sua autoridade sobre a maioria das pessoas. A ação direta significa a destruição desse poder e dessa autoridade, para as pessoas terem responsabilidade sobre si mesmas. Significa, ainda, habilitar as pessoas a unirem-se como indivíduos com um objetivo comum, de modo a mudar as coisas diretamente pelas suas próprias ações.

## As Ruas e o RTS
As ações do RTS começaram com mobilizações de rua (do inglês Street Parties). As ruas são (assim como avenidas, boulevares, estradas, autopistas, etc.) entendidas como a mesma coisa. Podem ser definidas, no entanto, como opostas umas das outras, de forma a representar diferentes conceitos de espaço. No dia-a-dia utiliza-se expressões como 'o mundo das ruas', 'tomar as ruas' e 'cultura das ruas'.
A rua per se sugere confraternização, pessoas em interação. Em uma só palavra: comunidade. Contrariamente, a auto-estrada sugere expressões como 'piche', usado como matéria-prima para o asfalto, 'progresso' e 'passagem privativa do automóvel'.
A estrada é mecânica e sugere certo movimento linear, perfeitamente exemplificada pelo automóvel. A rua sugere lugar de convívio e da interação humana, da liberdade e da espontaneidade. 'O sistema rodoviarista subtrai-nos a rua sob nossos olhos, nos vendendo de volta pelo preço do pretóleo'. Esse sistema privilegia o 'tempo' em detrimento do 'espaço', corrompendo e reduzindo tanto 'tempo' quanto 'espaço' em busca de uma obsessão pela velocidade ou, no jargão econômico, pela 'liquidez'. Assim, não interessa quem 'dirige' esse sistema, pois seus movimentos são pré-determinados.
A cidade moderna é a extensão da 'máquina' capitalista. Enquanto uma cidade industrial, serve às elites dominantes: possui uma rede de transporte para importação e exportação de bens; seus 'cidadãos', escravizados pelo salário, são levados de grandes dormitórios fechados, o local de moradia, para o local de trabalho. Sua escala desumana, a impersonalidade e o sacrifício do prazer pela eficiência são a exata antítese da genuina comunidade.

## A comunidade e o espaço público
A privatização do espaço público na forma do automóvel dá vazão à erosão da vizinhança e da comunidade, definindo assim a metrópole. Esquemas especiais de trânsito, estacionamentos privados, desenvolvimento do comércio: tudo isso adicionado à desintegração da comunidade e o nivelamento da localidade. Assim, a comunidade torna-se uma commodity. Todos os lugares tornam-se os mesmos que qualquer outro lugar.
Assim, o desejo de comunidade é preenchido de outra forma:  através do espetáculo, vendido para o povo como um simulacro. A rua real, nesse cenário é, portanto, estéril: um lugar para atravessar, não para permanecer.
Assim, de modo a resgatar o que sobrou dessa arena pública, para aumentar e transformar essa mesma arena de uma espaço crescente de vendas e propagandas, para um espaço gratuito e comum - da 'localidade controlada' para o 'controle local' - é fundamental a visão do RTS. A lógica dessa visão implica não apenas no fim da 'regra do carro' mas também na liberação das ruas para uma regra mais ampla de hierarquia e dominação: do consumo, da vigilância, propaganda e do lucro fácil, que reduzem as pessoas e todo o planeta Terra em objetos de venda.